# Samsun 19 Mayıs Stadı (1975)
Das Samsun 19 Mayıs Stadı war ein Fußballstadion mit Leichtathletikanlage im Zentrum der türkischen Stadt Samsun. Es diente als Spielstätte des Fußballvereins Samsunspor und bot Platz für 19.720 Zuschauer. 2017 bezog der Verein das gleichnamige Stadion als neue Heimat. Das alte Stadion wurde zugunsten einer öffentlichen Parkanlage abgerissen.

## Stadionname
Benannt wurde das Stadion nach dem 19. Mai (19 Mayıs) im Jahr 1919. Die Ankunft von Mustafa Kemal Atatürk in Samsun an diesem Tag markiert den Beginn des Befreiungskrieges und wird heute noch in der Türkei als Nationalfeiertag gefeiert.

## Länderspiel
Das erste und bislang einzige Spiel der türkischen Fußballnationalmannschaft in diesem Stadion fand am 1. Mai 1996 statt. Die Türkei besiegte die Ukraine mit 3:2. Es war gleichzeitig die erste Begegnung beider Länder.